# Conus cardinalis
Conus cardinalis é uma espécie de gastrópode do gênero Conus, pertencente à família Conidae.